# Col des Feignes sous Vologne
Le col des Feignes sous Vologne, généralement raccourci en col des Feignes (parfois orthographié col des Faignes), est un col du massif des Vosges reliant notamment La Bresse à Xonrupt-Longemer.

## Toponymie
Le col des Feignes sous Vologne doit son nom à la feigne attenante au col, une zone humide comprenant un étang et des terrains tourbeux, typique des montagnes des Hautes-Vosges et située dans un vallon légèrement en contrebas du col. La feigne alimente la Moselotte.
Le mot feigne est un dérivé lorrain de « fagne », mot wallon usuel en Belgique qui est passé au français en 1838 comme terme de géologie. Le mot fagne est issu de fanc (v. 1170), « boue liquide » et de fange (v. 1120), à rattacher au mot germanique fanga ou fanja, pluriel du gotique fani, « boue ». Il existe trois variantes vosgiennes de fagne : feigne, faigne et faing, que l'on retrouve notamment dans le toponyme Gazon du Faing, prairie vosgienne d'altitude proche du col de la Schlucht.
Vologne, deuxième partie du toponyme « col des Feignes sous Vologne », fait quant à elle référence à la vallée de Vologne dans laquelle se trouve le col, la feigne et la rivière Moselotte. À mi-chemin entre le col et La Bresse, un hameau agricole porte également le nom de Vologne.
Vologne est un hameau initialement créé par des Alsaciens au Moyen Âge dans le fond est de la vallée de La Bresse, proche des sommets vosgiens où ils possédaient des fermes d'altitude appelées chaumes. Appelée successivement Walle (1404), Wolle (1426), Wall (1486), Woll (XVIe siècle), Wohl (XIXe siècle), Vologne tirerait son nom de l'allemand wolle, « laine », par la présence de nombreuses linaigrettes sur les sols marécageux de cette vallée à cette époque.

## Géographie
D'une altitude de 954 mètres, ce col situé au carrefour de trois axes relie :
- la Bresse, dans la vallée de la Moselotte, à Retournemer et Xonrupt-Longemer, dans la vallée de la Vologne ;
- La Bresse au Valtin via le Collet (petit col à proximité du col de la Schlucht) ;
- La Bresse à l'Alsace via le col de la Schlucht.

Le col des Feignes sous Vologne est également le principal point de passage entre la Bresse et les grands sommets des Vosges comme Le Hohneck, le Rainkopf, le Kastelberg et le Grand Ballon.
Depuis La Bresse, le col des Feignes sous Vologne est également accessible par la vallée du Chajoux en suivant sur 10 km la route D34C qui longe le lac de Lispach et s'élève jusqu'à 989 m avant de redescendre sur environ 0,5 km jusqu'au col.
Il ne faut pas confondre « la vallée de Vologne », qui descend du col des Feignes sous Vologne vers le centre de La Bresse et qui appartient à la vallée de la Moselotte, avec « la vallée de la Vologne » qui s'étend de Xonrupt-Longemer à Jarménil. Ces deux vallées homonymes sont distantes de quelques kilomètres seulement.

## Histoire
Au début du XXe siècle, le col des Feignes sous Vologne est pourvu d'un café-restaurant.
Dans les années 1960, le chalet qui se trouve au col des Feignes est le siège d'un camp militaire d'entraînement commando détaché du 23e RI, sis à Metz[réf. souhaitée]. Le site compte alors deux bâtiments.
Dans les années 1990 à 2000, le site devient un centre de vacances appartenant à l'ASPTT de Nancy, qui procède à la construction de plusieurs bâtiments imposants capables de loger de nombreux vacanciers. Mais l'ASPTT de Nancy, en raison de difficultés financières, est amenée à vendre le centre de vacances du col des Feignes en juin 2015.

## Sports
Le 10 juillet 2005, le col des Feignes sous Vologne fait partie de la 9e étape du Tour de France cycliste 2005 qui relie Gérardmer à Mulhouse, étape de 171 km qui voit la victoire du Danois Michael Rasmussen. Le parcours passe notamment par les points suivants : Gérardmer, le col de Grosse Pierre, la vallée du Chajoux (La Bresse), le col des Feignes sous Vologne, le col de Bramont, Wildenstein, Fellering et le Grand Ballon.
Le col est au programme de la 20e étape du Tour de France 2023 mais n'est pas pris en compte pour le grand prix de la montagne.